# پوشاک بدن‌نما
پوشاک بدن‌نما به هر پوشاکی گفته می‌شود که با توری مش، توری پارچه یا پارچه بسیار نازک دوخته شود تا به بدن یا لباس‌های زیر شخص اجازه دهد از بیرون دیده شود. پارچه‌های بدن‌نما در قرن هجدهم در اروپا مد بودند. یک "روند مد پارچه بدن‌نما" نیز از سال ۲۰۰۸ آغاز گردید. پارچه‌های ویژه‌ای کم‌کم پدیدار گشتند که بر نمایش بیشتر بدن زنان تمرکز داشته و برای پوشاک زنانه گونه‌ای مد را رواج دادند.

## پیشینه
تاریخ رسمی این پوشاک از سده ۱۸ در اروپا آغاز شده‌است و چه در مد چه در فرهنگ و هنر اثرگذار بوده‌است.